# Persone di nome Nigel
| Questa pagina contiene informazioni ricavate automaticamente dalle voci biografiche con l'ausilio del template Bio e di un bot. L'aggiornamento è periodico e automatico e ricostruisce completamente la pagina. Se manca una persona in questa lista, sei pregato di non aggiungerla, ma accertati piuttosto che la sua voce biografica contenga il template Bio e che i dati anagrafici siano correttamente compilati. Se il template Bio manca, inseriscilo tu stesso o, in alternativa, metti l'avviso {{tmp\|Bio}} che ne segnala la mancanza. Se i dati riportati sono sbagliati, correggi direttamente la voce biografica; le modifiche saranno visibili in questa lista entro pochi giorni. Per chiarimenti vedi il progetto antroponimi. La lista contiene solo le 101 persone che sono citate nell'enciclopedia e per le quali è stato implementato correttamente il template Bio. Pagina aggiornata al 16 ott 2024. |

Questa è una lista di persone presenti nell'enciclopedia che hanno il prenome Nigel, suddivise per attività principale.

## Allenatori di calcio(4)
- Nigel Adkins, allenatore di calcio e ex calciatore inglese (Birkenhead, n. 1965)
- Nigel Clough, allenatore di calcio e ex calciatore inglese (Sunderland, n. 1966)
- Nigel Gibbs, allenatore di calcio e ex calciatore inglese (St Albans, n. 1965)
- Nigel Pearson, allenatore di calcio e ex calciatore inglese (Nottingham, n. 1963)

## Arbitri di rugby a 15(1)
- Nigel Owens, ex arbitro di rugby a 15 e conduttore televisivo gallese (Mynyddcerrig, n. 1971)

## Astronomi(1)
- Nigel Brady, astronomo neozelandese

## Attori(15)
- Nigel Barrie, attore britannico (Calcutta, n. 1889 - † 1971)
- Nigel Bruce, attore britannico (Ensenada, n. 1895 - Santa Monica, † 1953)
- Nigel Davenport, attore britannico (Great Shelford, n. 1928 - Gloucester, † 2013)
- Nigel De Brulier, attore britannico (Bristol, n. 1877 - Los Angeles, † 1948)
- Nigel Green, attore sudafricano (Pretoria, n. 1924 - Dallington, † 1972)
- Nigel Harman, attore e cantante inglese (Londra, n. 1973)
- Nigel Havers, attore e regista inglese (Londra, n. 1951)
- Nigel Hawthorne, attore e produttore cinematografico britannico (Coventry, n. 1929 - Radwell, † 2001)
- Nigel Lindsay, attore britannico (Londra, n. 1969)
- Sam Neill, attore neozelandese (Omagh, n. 1947)
- Nigel Patrick, attore britannico (Clapham, n. 1912 - Londra, † 1981)
- Nigel Planer, attore, commediografo e comico britannico (Londra, n. 1953)
- Nigel Playfair, attore, regista e direttore teatrale inglese (Londra, n. 1874 - Londra, † 1934)
- Nigel Stock, attore britannico (Malta, n. 1919 - Londra, † 1986)
- Nigel Terry, attore britannico (Bristol, n. 1945 - Bristol, † 2015)

## Avvocati(1)
- Nigel Dodds, avvocato e politico britannico (Derry, n. 1958)

## Batteristi(3)
- Nigel Durham, batterista britannico (Sheffield, n. 1965)
- Nigel Glockler, batterista britannico (Hove, n. 1953)
- Nigel Olsson, batterista e cantante britannico (Wallasey, n. 1949)

## Botanici(1)
- Nigel P. Barker, botanico sudafricano

## Calciatori(19)
- Nigel Bertrams, ex calciatore olandese (Best, n. 1993)
- Nigel Boogard, ex calciatore australiano (Sydney, n. 1986)
- Nigel Cassidy, calciatore inglese (Sudbury, n. 1945 - † 2008)
- Nigel Codrington, ex calciatore guyanese (Georgetown, n. 1979)
- Nigel Dabinyaba, calciatore papuano (n. 1992)
- Nigel Freminot, ex calciatore seychellese (n. 1980)
- Nigel Hasselbaink, calciatore olandese (Amsterdam, n. 1990)
- Nigel Lonwijk, calciatore olandese (Goirle, n. 2002)
- Nigel Pierre, ex calciatore trinidadiano (Saint Joseph, n. 1979)
- Nigel Quashie, ex calciatore inglese (Southwark, n. 1978)
- Nigel Reo-Coker, ex calciatore inglese (Thornton Heath, n. 1984)
- Nigel Robertha, calciatore olandese (Vlaardingen, n. 1998)
- Nigel Sims, calciatore inglese (Coton-in-the-Elms, n. 1931 - † 2018)
- Nigel Spackman, ex calciatore e allenatore di calcio inglese (Romsey, n. 1960)
- Nigel Spink, ex calciatore e allenatore di calcio inglese (Chelmsford, n. 1958)
- Nigel Thomas, calciatore olandese (Rotterdam, n. 2001)
- Nigel Winterburn, ex calciatore inglese (Arley, n. 1963)
- Nigel Worthington, ex calciatore e allenatore di calcio nordirlandese (Ballymena, n. 1961)
- Nigel Zerafa, ex calciatore maltese (n. 1968)

## Cestisti(3)
- Nigel Hayes-Davis, cestista statunitense (Westerville, n. 1994)
- Nigel Lloyd, ex cestista, allenatore di pallacanestro e dirigente sportivo barbadiano (n. 1961)
- Nigel Williams-Goss, cestista statunitense (Happy Valley, n. 1994)

## Comici(1)
- Nigel Ng, comico malese (Kuala Lumpur, n. 1991)

## Conduttori televisivi(1)
- Nigel Farage, conduttore televisivo e politico britannico (Londra, n. 1964)

## Diplomatici(1)
- Nigel Dakin, diplomatico britannico (Birmingham, n. 1964)

## Dirigenti sportivi(1)
- Nigel de Jong, dirigente sportivo e ex calciatore olandese (Amsterdam, n. 1984)

## Filologi(1)
- Nigel Guy Wilson, filologo classico, grecista e paleografo britannico (Londra, n. 1935)

## Filosofi(1)
- Nigel Warburton, filosofo inglese (n. 1962)

## Fotografi(1)
- Nigel Barker, fotografo britannico (Londra, n. 1972)

## Generali(1)
- Nigel Bagnall, generale britannico (Calcutta, n. 1927 - Maidenhead, † 2002)

## Ghirondisti(1)
- Nigel Eaton, ghirondista, pianista e violoncellista inglese

## Giocatori di baseball(1)
- Nigel Wilson, ex giocatore di baseball canadese (Oshawa, n. 1970)

## Giocatori di football americano(4)
- Nigel Bradham, giocatore di football americano statunitense (Crawfordville, n. 1989)
- Nigel Lawrence, giocatore di football americano statunitense
- Nigel Warrior, giocatore di football americano statunitense (College Park, n. 1997)
- Nigel Westbrooks, giocatore di football americano statunitense (San Marcos, n. 1992)

## Giocatori di snooker(1)
- Nigel Bond, giocatore di snooker inglese (Darley Dale, n. 1965)

## Giornalisti(1)
- Nigel Slater, giornalista e scrittore inglese (Londra, n. 1956)

## Hockeisti su ghiaccio(1)
- Nigel Dawes, hockeista su ghiaccio canadese (Winnipeg, n. 1985)

## Imprenditori(1)
- Nigel Doughty, imprenditore inglese (Newark-on-Trent, n. 1957 - Skillington, † 2012)

## Matematici(1)
- Nigel Hitchin, matematico britannico (Holbrook, n. 1946)

## Militari(1)
- Nigel Phillips, militare, diplomatico e politico britannico (n. 1963)

## Musicisti(1)
- John Taylor, musicista britannico (Birmingham, n. 1960)

## Nobili(2)
- Nigel Bruce, nobile scozzese (Carrick, n. 1279 - Berwick-upon-Tweed, † 1306)
- Nigel d'Aubigny, nobile normanno († 1129)

## Ostacolisti(1)
- Nigel Walker, ex ostacolista, rugbista a 15 e dirigente d'azienda britannico (Cardiff, n. 1963)

## Pianisti(1)
- Nigel Butterley, pianista e compositore australiano (n. 1935 - † 2022)

## Piloti automobilistici(2)
- Nigel Mansell, ex pilota automobilistico britannico (Upton-upon-Severn, n. 1953)
- Nigel Melker, pilota automobilistico olandese (Rotterdam, n. 1991)

## Politici(4)
- Nigel Adams, politico britannico (Goole, n. 1966)
- Kim Darroch, politico e diplomatico britannico (Contea di Durham, n. 1954)
- Nigel Evans, politico britannico (Swansea, n. 1957)
- Nigel Lawson, politico britannico (Londra, n. 1932 - Eastbourne, † 2023)

## Produttori discografici(2)
- Nigel Godrich, produttore discografico e polistrumentista inglese (Londra, n. 1971)
- Nigel Gray, produttore discografico britannico (Surrey, n. 1947 - Cornovaglia, † 2016)

## Pugili(1)
- Nigel Benn, ex pugile britannico (Ilford, n. 1964)

## Registi(3)
- Nigel Cole, regista britannico (Launceston, n. 1959)
- Nigel Dick, regista e musicista inglese (Catterick, n. 1953)
- Nigel Finch, regista, sceneggiatore e produttore cinematografico britannico (Tenterden, n. 1949 - Londra, † 1995)

## Rugbisti a 15(4)
- Nigel Heslop, ex rugbista a 15 britannico (Hartlepool, n. 1963)
- Nigel Horton, rugbista a 15 e allenatore di rugby a 15 britannico (Birmingham, n. 1948)
- Nigel Melville, ex rugbista a 15, allenatore di rugby e dirigente sportivo britannico (Leeds, n. 1961)
- Nigel Redman, ex rugbista a 15 e allenatore di rugby britannico (Cardiff, n. 1964)

## Scacchisti(1)
- Nigel Short, scacchista britannico (Leigh, n. 1965)

## Scenografi(1)
- Nigel Phelps, scenografo britannico (Lincolnshire, n. 1962)

## Scrittori(3)
- Nigel Dennis, scrittore britannico (Bletchingley, n. 1912 - Londra, † 1989)
- Nigel Nicolson, scrittore, editore e politico inglese (Londra, n. 1917 - Sissinghurst, † 2004)
- Nigel Williams, romanziere, sceneggiatore e drammaturgo britannico (Cheadle, n. 1948)

## Tenori(1)
- Nigel Rogers, tenore, direttore di coro e insegnante inglese (Telford and Wrekin, n. 1935 - † 2022)

## Velocisti(2)
- Nigel Barker, velocista australiano (Petersham, n. 1883 - Sydney, † 1948)
- Nigel Levine, velocista britannico (n. 1989)

## Violinisti(1)
- Nigel Kennedy, violinista e violista inglese (Brighton, n. 1956)

## Zoologi(1)
- Nigel Marven, zoologo, conduttore televisivo e produttore televisivo britannico (Chipping Barnet, n. 1960)

## Senza attività specificata(2)
- Nigel Holmes, grafico e illustratore britannico (Swanland, n. 1942)
- Nigel Stepney,  britannico (Ufton Nervet, n. 1958 - Ashford, † 2014)